# Efraín Pulido
Efraín Pulido Díaz (Villavicencio, Meta, 6 de abril de 1952) es un exciclista de ruta colombiano, ganador de la Vuelta de la Juventud de Colombia en 1972 y de la Vuelta a Costa Rica en 1975.

## Palmarés
1972
- Vuelta de la Juventud de Colombia

1974
- 1 etapa de la Vuelta a Cundinamarca[2]

1975
- 1 etapa de la Vuelta a Cundinamarca
- Vuelta a Costa Rica, más 2 etapas

1976
- 1 etapa de la Vuelta a Cundinamarca
- 3º en la Vuelta a Boyacá,[3] más 1 etapa
- 3º en el Clásico RCN,[4] más 2 etapas

1977
- 2 etapas de Conquista de Los Andes,[5] Venezuela

1978
- 1 etapa de la Vuelta a Colombia

## Equipos
- Chitos (1974)
- Licorera (1974)
- Libreta de Plata (1975-1978)
- Droguería Yaneth (1980)
- Bicicletas Ositto (1981)
- Perfumería Yaneth (1982)